# Bibersteinia
Bibersteinia es un género de bacteria gram negativas anaerobias cocoides de la familia Pasteurellaceae, de la clase Gammaproteobacteria, filo Proteobacteria. Son bacterias patógenas carentes de apéndices mótiles y, por tanto, no móviles. Producen infecciones sistémicas en diversos animales, como la oveja, especialmente Bibersteinia trehalosi. Este género recibe su denominación en honor a Ernest L. Biberstein. 